# Davide (vescovo)
Davide (VIII secolo) è stato un vescovo italiano di Benevento.

## Biografia
Privilegiato da Carlo Magno si racconta di lui in una bolla trascritta nella cronaca del Volturno come prodigo di beni da lui regalati al Monastero di Santa Maria in Locosano (Luogosano)